# Micropsectra
Micropsectra is een muggengeslacht uit de familie van de Dansmuggen (Chironomidae).

## Soorten
- M. acuta Goetghebuer, 1934
- M. andalusiaca Marcuzzi, 1950
- M. appendica Stur & Ekrem, 2006
- M. apposita (Walker, 1856)
- M. aristata Pinder, 1976
- M. atrofasciata (Kieffer, 1911)
- M. attenuata Reiss, 1969
- M. auvergnensis Reiss, 1969
- M. bavarica Stur & Ekrem, 2006
- M. bodanica Reiss, 1969
- M. borealis (Kieffer, 1922)
- M. brundini Sawedal, 1979
- M. bumasta (Gilka & Jazdzewska, 2010)
- M. calcifontis Stur & Ekrem, 2006
- M. clastrieri Reiss, 1969
- M. connexus (Kieffer, 1906)
- M. chionophila (Edwards, 1933)
- M. deflectus (Johannsen, 1905)
- M. dives (Johannsen, 1905)
- M. fallax (Reiss, 1969)
- M. freyi Stora, 1945
- M. geminata Oliver and Dillon, 1994
- M. groenlandica Andersen, 1937
- M. insignilobus Kieffer, 1924
- M. junci (Meigen, 1818)
- M. klinki Stur & Ekrem, 2006
- M. lacustris Saewedal, 1975
- M. lindebergi Saewedal, 1976
- M. lindrothi Goetghebuer, 1931
- M. logani (Johannsen, 1928)
- M. longicrista Stur & Ekrem, 2006
- M. malla Gilka & Paasivirta, 2008

- M. mendli (Reiss, 1983)
- M. nana (Meigen, 1818)
- M. nigripilus (Johannsen, 1905)
- M. nohedensis (Moubayed & Langton, 1996)
- M. notescens (Walker, 1856)
- M. oberaarensis Stur & Ekrem, 2008
- M. pallidula (Meigen, 1830)
- M. pharetrophora Fittkau & Reiss, 1999
- M. politus (Malloch, 1915)
- M. radialis Goetghebuer, 1939
- M. recurvata Goetghebuer, 1928
- M. rilensis Gilka, 2001
- M. robusta Stur & Ekrem, 2006
- M. roseiventris (Kieffer, 1909)
- M. schrankelae Stur & Ekrem, 2006
- M. sedna (Oliver, 1976)
- M. seguyi Casas & Laville, 1990
- M. sofiae Stur & Ekrem, 2006
- M. styriaca Reiss, 1969
- M. tori S„wedal, 1981
- M. uliginosa (Reiss, 1969)
- M. wagneri (Siebert, 1979)
- M. xantha (Roback, 1955)